# Ghiacciaio Pūanu
Il ghiacciaio Pūanu è un ghiacciaio lungo circa 1 km situato nella regione centro-occidentale della Dipendenza di Ross, in Antartide. Il ghiacciaio, il cui punto più alto si trova a circa 1900 m s.l.m., si trova in particolare sul versante sud-orientale della dorsale Willett, nell'entroterra della costa di Scott, dove fluisce verso nord-est partendo dal versante meridionale della cresta Rose, dalla parte opposta del ghiacciaio Bryan, e scorrendo giù per il versante sud-orientale dei picchi Apocalypse, all'interno della valle di Papitashvili, terminando il proprio corso dopo circa 1 km, fin quasi ad arrivare sul fondo della valle di Barwick.

## Storia
Il ghiacciaio Pūanu è stato mappato dai membri della spedizione Terra Nova, condotta dal 1910 al 1913 e comandata dal capitano Robert Falcon Scott, ma è stato così battezzato solo nel 2005 dal Comitato neozelandese per i toponimi antartici utilizzando la parola māori "pūanu" che significa "freddo intenso".